# Qualunquista (personaggio)
Qualunquista, il cui vero nome è Larry Ekler, è un personaggio dei fumetti pubblicati dalla Marvel Comics, ha iniziato la sua carriera criminale come nemico di Capitan America.

## Biografia del personaggio

### Le origini
Dopo essersi creato l'identità del Qualunquista, Larry Ekler, figlio di un operaio della classe povera, radunò attorno a sé alcuni giovani che condividevano i suoi stessi ideali. Quando uno di loro attaccò Capitan America fallendo miseramente, Larry decise di vendicarlo; sfidò l'eroe ad incontrarlo sotto la Statua della Libertà, uccidendo due poliziotti per dimostrare che faceva sul serio. La lotta fu impari, nonostante Larry prendesse degli ostaggi, e il ragazzo venne preso in custodia dalla polizia.

### Il legame con Reed Richards
Fuggito di prigione, Larry, raggiunge il Baxter Building per incontrare Mister Fantastic, vecchio amico di suo padre. Indossando una maschera senza lineamenti, il ragazzo, batte l'eroe ed assorbe la sua energia ed il suo intelletto grazie ad un marchingegno; l'Uomo Ragno giunge in aiuto del leader dei Fantastici Quattro, insieme inseguono Larry, intento ad assorbire l'energia di chi lo circonda per incrementare la sua forza, e lo convincono ad arrendersi, facendogli notare come questo processo danneggi le persone attorno a lui.

### Zeitgeist
Dopo quest'avventura, il Dottor Faustus utilizza i suoi contatti con l'Impero Segreto per donare a Larry la nuova identità di Zeitgeist. Nelle sue nuove vesti, Larry, uccide il supereroe sudamericano Capitan forza e si unisce allo Schutz Heiliggruppe combattendo il Teschio Rosso e intrappolando la Ciurma degli Scheletri giunta a riscattarlo; la banda verrà poi liberata con l'inganno da Arnim Zola. In seguito, continua la sua carriera di killer di eroi sudamericani finendo per scontrarsi anche con il suo collega Blitzkrieg che ucciderà, dopo avergli mostrato un'immagine della propria morte.

## Poteri e abilità
Come Qualunquista, Ekler è armato con una spada che può sparare raffiche di energia, uno scudo ed un Absorbascann. Come Zeitgeist, possiede una macchina fotografica in grado di scattare immagini profetiche della morte di una persona e di una cintura che gli permette di cambiare aspetto e diventare invisibile.